# Pomatostomus
I Pomatostomus Cabanis, 1850) è un genere di uccelli passeriformi della famiglia Pomatostomidae.

## Etimologia
Il nome scientifico del genere, Pomatostomus, deriva dall'unione delle parole greche πωματος (pōmatos, "opercolo") e στομα (stoma, "bocca"), con riferimento alle narici che possono essere chiuse ermeticamente.

## Descrizione

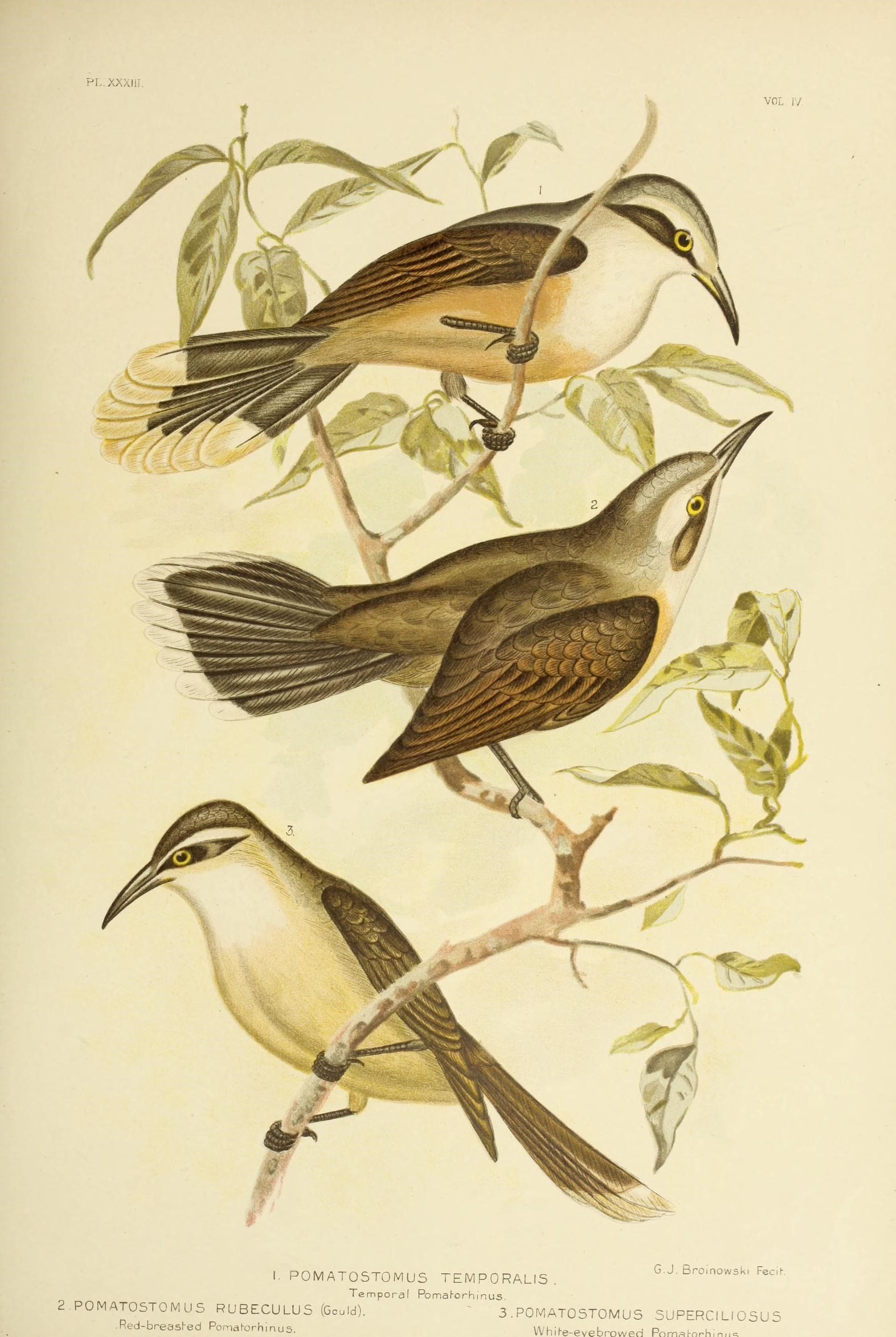
P. superciliosus.

Si tratta di uccelli di dimensioni medio-piccole, che vanno dai 17 cm del garrulo cigliabianche ai 27 cm del garrulo capocastano: essi presentano aspetto paffuto e arrotondato, con grossa testa allungata che sembra incassata direttamente nel torso, becco falciforme ricurvo verso il basso, zampe forti e allungate, coda anch'essa piuttosto lunga e a forma di cuneo ed ali arrotondate.
Il piumaggio è bruno, nerastro o grigio su tutto il corpo a seconda della specie presa in considerazione, in genere più chiaro nell'area ventrale e più scuro in quella dorsale: sulla testa di ambedue i sessi di tutte le specie è presente un disegno bianco che comprende sopracciglio, gola e petto, con presenza di mascherina scura.

## Distribuzione e habitat
Tutte le specie ascritte al genere abitano porzioni più o meno estese dell'Australia, col garrulo capogrigio che vive anche nella fascia meridionale della Nuova Guinea.
Tutti i garruli abitano le aperte con copertura cespugliosa inframezzate da macchie alberate, con un paio di specie adattate ai climi più aridi dell'entroterra.

## Biologia
Si tratta di uccelli diurni, che vivono in stormi di una ventina o più d'individui, che passano la maggior parte della giornata a cercare il cibo (insetti, piccoli vertebrati, granaglie e bacche) al suolo o fra i rami, tenendosi in costante contatto mediante alti richiami.
Durante il periodo degli amori l'intero gruppo collabora con le coppie (si tratta infatti di uccelli monogami) nelle operazioni legate alla riproduzione, con tutti gli esemplari che cooperano nella costruzione del nido e poi le femmine che si alternano nella cova ed i maschi che le nutrono e difendono il territorio ed il nido dagli intrusi.

## Tassonomia
Al genere vengono ascritte quattro specie:
Genere Pomatostomus
- Pomatostomus temporalis (Vigors & Horsfield, 1827) - garrulo capogrigio
- Pomatostomus halli Cowles, 1964 - garrulo di Hall
- Pomatostomus superciliosus (Vigors & Horsfield, 1827) - garrulo cigliabianche
- Pomatostomus ruficeps (Hartlaub, 1852) - garrulo capocastano

In passato anche il garrulo papua veniva ascritto al genere (rendendo in tal modo monotipica la famiglia dei Pomatostomidae) col nome di P. isidorei, mentre attualmente si tende ad ascriverlo ad un proprio genere monotipico.